# کریستینا آنتونسکو
کریستینا آنتونسکو (به انگلیسی: Cristina Antonescu) ژیمناست زادهٔ ۲۷ سپتامبر ۱۹۸۶ میلادی اهل کشور رومانی است.